# Lucban
Đô thị Lucban (Filipino: Bayan ng Lucban) là một đô thị cấp ba ở tỉnh Quezon, Philippines.